# Women's Declaration International (WDI)
A Women's Declaration International (WDI), anteriormente nome: Women’s Human Rights Campaign (WHRC), é um grupo antitransgênero fundado no Reino Unido. Suas fundadoras, Maureen O'Hara, Sheila Jeffreys, Heather Brunksell Evans, entre outras, são responsáveis por redigir a "Declaração dos Direitos das Mulheres Baseados no Sexo".